# Сагитов, Азамат Талгатович
Азамат Талгатович Сагитов (род. 15 марта 1967, Ишимбай, БАССР) — российский государственный деятель, предприниматель, генеральный директор Фонда развития и поддержки малого предпринимательства РБ.

## Образование
Учился в уфимской школе № 39. Окончил Московский государственный университет, механико-математический факультет, профессия — механик. БАГСУ, курс федеральной программы подготовки управленческих кадров.

## Трудовая деятельность
- 1989—1993 — стажер-преподаватель, аспирант кафедры газовой и волновой динамики МГУ,
- 1993—1996 — инженер ПКФ «Сервис-автоматика»,
- 1996—1998 — коммерческий директор, генеральный директор ЗАО «Мир Электроники»,
- 1998—2000 — генеральный директор ЗАО «Волшебная радуга»,
- 2000—2001 — генеральный директор Уфимского городского Фонда развития и поддержки малого предпринимательства,
- 2001—2005 — гендиректор Фонда развития и поддержки малого предпринимательства РБ.
- 2005—2008 — глава Администрации Кировского района ГО г. Уфа РБ;
- 2008—2009 — руководитель Администрации Президента Республики Башкортостан;
- 2009—2010 — управляющий делами Администрации городского округа город Уфа РБ.
- 2011—2014 — заместитель главы администрации городского округа город Уфа РБ — председатель Комитета по управлению муниципальной собственностью.

## Семья
Отец — Талгат Нигматуллович Сагитов (занимал посты: главный редактор республиканской газеты «Башкортостан», министр культуры РБ).
Мать — Фарзана Фаткулловна (заслуженный работник культуры РБ, заведующая кафедрой вокального искусства Уфимского института искусств).
Брат — Салават (заместитель Премьер-министра Правительства Республики Башкортостан).
Дед с материнской линии — двоюродный брат Ахметзаки Валиди.
Дед с отцовской линии рода Нигмат Сагидуллин, погиб в бою 28 ноября 1942 года в Великолукском районе под городом Великие Луки.